# Jeanne d'Angleterre (1321-1362)
Pour les articles homonymes, voir Jeanne d'Angleterre.
Titres
Reine consort d'Écosse
7 juin 1329 – 7 septembre 1362
(33 ans et 3 mois)
Jeanne d'Angleterre  (née le 5 juillet 1321 à Londres,  morte le 7 septembre 1362), également connue sous le nom de « Jeanne de la Tour » car elle est née à la Tour de Londres (anglais : Joan of The Tower), est une reine d'Écosse, première épouse du roi David II d'Écosse.

## Naissance
Jeanne naît dans la Tour de Londres. C'est la plus jeune des filles d'Édouard II d'Angleterre et d'Isabelle de France. Ses frères et sœurs sont Édouard III d'Angleterre, Jean d'Eltham, comte de Cornouailles et Aliénor de Woodstock.

## Mariage

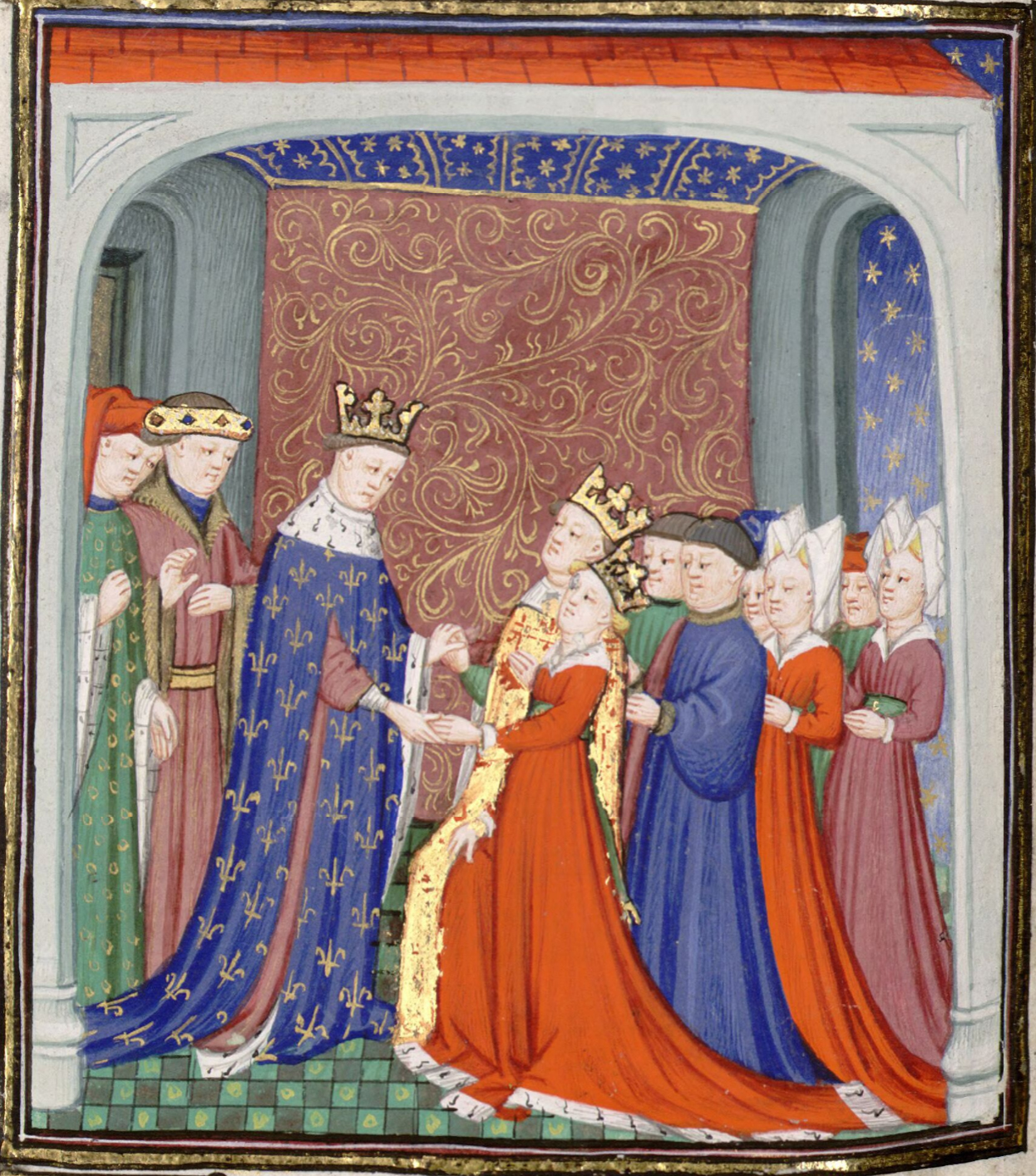
Jeanne et David II avec Philippe VI de France.

Conformément aux termes du Traité de Northampton, elle épouse le 17 juillet 1328 à l'âge de sept ans David II d'Écosse de trois ans son cadet à Berwick-upon-Tweed. Bien que cette union diplomatique dure 34 ans le couple ne donne naissance à aucun enfant.
Le 7 juin 1329, son beau père Robert Ier Bruce meurt et David II lui succède sur la trône. Il est couronné à Scone le 24 novembre 1331.

## Reine d'Écosse
Après la victoire d'Édouard III d'Angleterre et de son protégé le prétendant Édouard Balliol lors de la bataille de Halidon Hill le 19 juillet 1333, David II et son épouse, réfugiés pour un temps dans le château de Dumbarton, sont envoyés en France par les Gardiens de l'Écosse afin d'assurer leur sécurité. Ils débarquent à Boulogne en mai 1334, où ils sont reçus par le roi Philippe VI de France.
Peu de trace du séjour du roi d'Écosse en France ont été conservées à l'exception du fait que Château Gaillard en Normandie lui est accordé par le roi comme résidence. David est également présent lors d'un combat entre les troupes françaises et anglaises à Vironfosse en octobre 1339.
Pendant ce temps les Gardiens de l'Écosse qui exercent la régence ont rétabli la situation du parti de David II Bruce et le couple royal peut revenir dans son royaume le 2 juin 1341, afin de commencer à exercer le pouvoir.
En 1346, David II dans le cadre de son alliance avec la France envahit l'Angleterre mais il est vaincu et fait prisonnier lors de la Bataille de Neville's Cross le 17 octobre 1346. Il demeure captif en Angleterre pendant les onze années suivantes. D'abord enfermé dans la Tour de Londres, Jeanne reçoit l'autorisation de son frère en 1348 de lui rendre visite au Château de Windsor, mais aucune naissance ne vient confirmer le rapprochement des époux pendant cette période. Lorsque David II peut regagner son royaume à la suite du traité de Berwick-upon-Tweed conclu en 1357, il retourne en Écosse accompagné de Catherine Mortimer, sa maîtresse anglaise et la reine Jeanne décide de rester en Angleterre.

## Mort et sépulture
Jeanne est très proche de sa mère la reine Isabelle qu'elle assiste durant ses dernières années. Elle meurt elle-même à l'âge de 41 ans de la peste en 1362, au château d'Hertford dans le Hertfordshire, et est inhumée en l'église des franciscains de Londres.

## Sources
- (en) Cet article est partiellement ou en totalité issu de l’article de Wikipédia en anglais intitulé « Joan of The Tower » (voir la liste des auteurs), édition du 15 avril 2013.
- (en) Michael Brown The Wars of Scotland 1214~1371 The New Edinburgh History of Scotland IV. Edinburgh University Press, (Edinburgh 2004)  (ISBN 0748612386).